# Thomas Stoll
Thomas Stoll (* 1967) ist ein deutscher Basketballfunktionär und Arzt. Seit 2001 bekleidet er den Posten des geschäftsführenden Gesellschafters der BBU ´01 GmbH, dem Betreiber des Bundesligisten Ratiopharm Ulm. Er ist der Vater des Basketball-Spielers Marius Stoll.

## Laufbahn
Stoll war Basketball-Jugendtrainer und Schiedsrichter. Er durchlief ein Medizinstudium, arbeitete danach an der Universitätsklinik in Ulm und eröffnete später eine Praxis für Allgemeinmedizin.
Dem Ulmer Bundesliga-Basketball war Stoll als Zuschauer verbunden, erhielt in der Saison 2000/01 zwar eine Einladung zur Teilnahme an der von Ulms Obmann Karl Seitz geleiteten Planungsgruppe, zog sich aber wieder in die Zuschauerrolle zurück, als es zu keiner Einigung zur weiteren Mitarbeit in dem Gremium kam.
Gemeinsam mit dem Unternehmer Andreas Oettel sowie Ralf Buck und Werner Sailer gründete er im August 2001 die Basketball Ulm GmbH (später: BBU '01 GmbH), die vom SSV Ulm 1846 den Spielbetrieb der Basketball-Mannschaft Ratiopharm Ulm übernahm. Stoll äußerte im August 2001, der Einstieg sei „nicht eine überlegte Aktion, sondern eine spontane, zum Erhalt des Ulmer Basketballs“ gewesen. Er sei zunächst davon ausgegangen, dass sich die Arbeitsbelastung in dieser Tätigkeit nach der Einwerbung des nötigen Geldes verringern würde, worin er und Oettel sich „gewaltig getäuscht“ hätten, so Stoll im August 2001.
Zu Stolls Hauptaufgaben gehört der sportliche Bereich, während Oettel für die wirtschaftlichen Belange zuständig ist. Sailer und Buck verließen später das Unternehmen. In der Saison 2000/01 waren die Ulmer aus der Basketball-Bundesliga abgestiegen. Nach dem Wiederaufstieg 2006 entwickelte sich die Mannschaft unter Stolls und Oettels Leitung schrittweise zu einem Spitzenklub im deutschen Basketball. Weitere Meilensteine von Stolls Funktionärstätigkeit in Ulm waren der Umzug in die 2011 fertiggestellte Ratiopharm-Arena, der im November 2018 begonnene Bau eines Vereins- und Nachwuchsleistungszentrums (Eröffnung im September 2020) sowie der Gewinn der deutschen Meisterschaft 2023.